# LSAT
법과대학원 입학시험(Law School Admission Test, LSAT)은 미국의 법과대학원 입학위원회(Law School Admission Council, LSAC) 주관 시험이다. 미국과 캐나다 법과대학원(로스쿨)의 J.D.(법무박사) 과정 입학에 필요한 시험으로 점수는 120~180점 사이이다. 장문 독해, 논리추리능력을 측정하며 채점되지는 않지만 지원하는 로스쿨로 보내지는 논술시험을 포함한다. 총 4시간이 소요되며 시험문항은 객관식 5지선다형에 99-102 문항 정도이다. 한국의 법학전문대학원 입학시험인 법학적성시험(LEET)는 LSAT을 모델로 하여 개발되었다.

## 역사

### 시험개발과정
2차 세계대전 직후 참전했던 군인들이 귀국하면서 로스쿨 지원자 수가 급증했다. 기존에는 로스쿨들이 학부성적만으로 지원자들을 평가했다. 일부 최상위권 로스쿨들은 서류심사에 합격한 일부 지원자들을 학교로 초대하여 적성 시험과 면접을 치르게 하여 합격여부를 결정했다. 지원자 수가 많아지고 지원자들의 출신 학부가 다양해지자 학부성적과 로스쿨 제각각의 시험으로 지원자들을 평가하는 것이 부족하다고 판단한 컬럼비아 로스쿨 입학 사정관인 프랭크 보울즈(Frank H. Bowles)는 1945년 미국 대학입학시험위원회(College Board) 위원장인 존 스털네이커(John Stalnaker)에게 법학적성시험을 개발할 것을 논의하자고 제의하였다. 이 시험은 로스쿨 1학년 성적과 상관관계를 가지는 것으로 목표로 하였다. 이는 1학년 성적이 법학교육과 법조인으로 성공에 중요한 영향을 미친다고 보았기 때문이다. 또한 법학적성시험과 변호사 자격을 부여하는 주별 변호사 시험(bar exam)의 분리를 명확히 하였다. 1947년 하버드, 예일, 컬럼비아 로스쿨의 대표들과 대학입학시험위원회 위원장 찬시(Chauncey)가 만나 학교별로 4,000 달러를 내어 시험개발에 사용할 것을 의논하였다. 이때 다른 로스쿨에 시험개발에 참여할 것을 요청하기로 하였으며 미시간 대학교 로스쿨을 비롯한 다른 여러 로스쿨에게 서한을 보냈다. 1947년 11월 10일 각 대학 대표가 뉴저지 프린스턴에 모여 시험의 내용을 협의하였고 시험실시를 공식화하였고 1948년에 첫시험이 실시되었다.

### 시험의 성장과정
- 1948년 시험을 처음 실시하였다.
- 1950년 6,750명이 LSAT에 응시하였다.
- 1961년 회원 학교가 89개에 달하였다.
- 1968년 로스쿨 입학위원회(LSAC)가 뉴욕주에 설립되었다.
- 1970년 107,500명이 LSAT에 응시하였다.
- 1971년 회원 학교가 117개에 달하였다.
- 1980년 108,000명이 시험에 응시하였다.
- 1981년 회원 학교가 187개에 달하였다.
- 1985년 91,800명이 시험에 응시하였다.
- 1986년 189개의 학교가 회원
- 1990년 152,750명 시험 응시
- 1995년 114,800명이 응시하였다.
- 2000년 198개 학교 회원이 되었다.
- 2005년 145,258명이 응시하였다.
- 2007년 140,048명이 응시하였다.

## 시험 장소
한국에서는 서울 연세대나 덕성여대 평생교육원에서 시험을 응시할 수 있다. 한 해에 4번(2월, 6월, 10월, 12월) 있는 시험들 중 2월을 제외하고 3번 응시할 수 있으며 한번에 120-200명 정도 응시한다.

## 시험 구성

### 논리적 추리 (Logical Reasoning, LR)
35분짜리 2개의 영역이 있으며 영역당 24-26개 문제가 나온다. 논증의 약점, 강점 등을 파악하는 것을 중점적으로 본다. GMAT의 언어영역(verbal)의 한 부분인 Critical Reasoning과 유사하나 난이도가 높고 비중이나 문제수가 더 많다:
주요 문제 유형
- 약화
- 논증파악
- 논리적 모순 해소
- 숨어있는 가정 찾기

### 독해 (Reading Comprehension, RC)
35분짜리 독해 영역은 4개의 350~400자 정도의 지문이 주어지고 지문 당 5-8개의 문제가 나오며 총 26~28문제 정도가 출제된다. 지문의 논지와 추론을 요구하는 문제가 나온다. 사전지식은 필요하지 않고 오직 지문의 내용으로 풀도록 되어 있다. 한 지문에 8분의 시간이 주어지는 빠듯한 영역으로 보통의 응시자는 이 영역을 다 풀지 못하는 것으로 알려질 만큼 분량이 많다. 2007년 6월 시험부터 4번째 지문이 2개의 비슷한 지문을 비교 분석하는 문제(comparative reading)가 실시되고 있다. 이 영역은 SAT나 ACT에 나오는 독해문제와 비슷하다. 4개의 지문마다 자연과학(생물, 생태학, 천문학, 지질학, 물리학, 화학), 사회과학(역사, 정치학, 경제학, 인류학, 심리학), 인문(예술, 문학, 영화, 철학), 법률 등의 주제의 지문이 출제된다. 독해지문은 다음 목록의 출판물이나 비슷한 내용과 문체의 글들이 발췌되어 출제된다.
사설 및 논설
뉴욕타임즈지 (영문), 워싱턴 포스트지(영문), 로스앤젤레스 타임즈지 (영문), 주간 뉴요커 (영문)
법, 정치, 경제
뉴리퍼블릭(영문) 아틀랜틱 먼슬리(영문), 이코노미스트(영문)
역사
미국역사저널(영문)
자연과학
사이언티픽 어메리칸(영문), 파퓰러 사이언스 (영문)
2004-2005년부터 실시된 LSAT에서 독해 영역의 문항의 길이가 길어지고 지문의 난의도가 약간 높아진 경향을 보인다.

### 분석적 사고력 (Analytical Reasoning, AR)
1개의 35분짜리 분석적 사고력 영역은 보통 논리게임으로 불리며 논리퍼즐이 주로 나온다. 4개의 논리퍼즐이 출제되는데 각 퍼즐은 5-8개의 문제가 있으며 3개의 요소로 구성되어 있다.
구성
사람, 장소, 사물, 사건 등을 묘사하며 변수들을 소개한다.
규칙
변수 사이의 관계를 규정하고 제한하는 규칙을 제시한다.
문제
전반적 문제와 지엽적 문제 두종류가 있는데 전반적인 문제는 구성과 규칙에 의거한 문제이다. 지엽적인 문제는 부가적인 규칙 또는 새로운 요소를 제시하여 기존의 구성과 규칙 그리고 변수등에 영향을 주고 그에 따른 답을 요구한다.
문제종류
1. 순서 (Linear): 변수들을 주어진 규칙에 맞게 배열하는 퍼즐이다.
2. 조합(Grouping): 변수를 주어진 규칙에 맞게 조합하는 것으로 순서는 고려되지 않는다. 순서와 조합 그리고 혼합된 형식의 문제가 분석적 사고력 영역 문제의 약 75%를 차지한다.

풀이방법
분석적 사고력 섹션은 세밀한 다이어그램을 통해 규칙과 구성을 논리적으로 구성하고 그에 맞춰 추론을 하는 능력이 중요하다. 종이가 따로 주어지지 않으므로 시험지 가장자리 빈 공간에 연필로 그려야 하며 4개의 퍼즐을 다 할 경우 답안지 표기 시간을 포함하여 8분 45초에 한 퍼즐을 풀어야 한다. 2004-2005년부터 실시된 LSAT에서 분석적 사고력 영역의 문제 수가 한두 개 줄고 난이도가 조금 낮아진 경향을 보인다.

### 실험영역 (Experimental, Unscored Section)
미래 LSAT 출제문제를 미리 테스트 해보기 위해 무작위로 나오는 영역으로 시험응시자는 어떤 영역이 실험영역인지 알 수 없다. 최근 10년간 경향을 볼때 처음 3개 영역중 하나가 실험영역으로 나오는 것으로 보인다. 어떤 영역이 실험영역인지 응시자는 알 수 없으며 응시자마다 다르다. 2007년 6월 LSAT의 경우 총 3개 유형의 시험지가 있었고 3개 영역 모두가 실험영역으로 출제되었다.

### 작문 (Writing Sample)
채점이 되지 않지만 지원하는 법대에 보내지게 되며 주제에 대해 제한 시간내에 서술하는 형식이다.

## 준비방법
과거 기출문제 중심으로 문제를 풀어보는 것이 가장 좋다. 현재 LSAC이 발간하는 50개의 기출문제 'PrepTest'가 판매되고 있으면 대부분의 학생은 기출문제 중심으로 문제풀이를 하고 시험에 응시한다. 미국과 캐나다에는 많은 시험준비 학원들과 대학 내 LSAT 준비반이 있어서 1-3달 과정으로 학생들을 가르친다. 3시간 동안 고도의 집중력을 요구하므로 반복연습을 통해 정신지구력을 기르는 것이 중요하다. 대표적인 LSAT 학원으로는 미국과 캐나다에 테스트마스터, 파워스코어, 캐플란과 프린스턴리뷰가 있다. 한국에도 캐플란과 프린스턴리뷰가 있다.

## LSAT 점수
중앙값 점수는 약 151점이며 상위 10%는 164점 이상이다. 상위 1%는 172점 이상을 받는다. 165점 이상의 점수를 받으면 상위 20위 미국 로스쿨에 입학할 가능성이 높아진다. 몇몇 주요 학부의 로스쿨 지원자 평균 LSAT 점수를 보면 미국 UC 버클리 학부 4학년의 LSAT 평균점수는 2006년 162점이었다. 예일 대학교 학부의 경우 2005년 164.5점(예일대학교 졸업생 및 4학년생, 512명 응시)이 평균이었다. 2006년 스탠포드 대학교 학부 출신들은 164.2점이 평균이었다.

## 시험 점수
LSAT 점수 분포는 다음과 같다.
| 백분율(%) | LSAT 점수 (120-180) |
| --------- | ------------------- |
| 99.97     | 180                 |
| 99.47     | 175                 |
| 97.37     | 170                 |
| 91.71     | 165                 |
| 80.37     | 160                 |
| 63.80     | 155                 |
| 44.37     | 150                 |
| 26.50     | 145                 |
| 13.36     | 140                 |
| 5.70      | 135                 |
| 2.38      | 130                 |
| 2.00      | 125                 |
| 0.20      | 120                 |

## 로스쿨 입시에서의 중요도
미국 로스쿨(법과대학원) 입학시 학부 평점(GPA)과 함께 가장 중요하게 보는 잣대가 LSAT 점수이다. 대학마다 학부평점과 LSAT 점수의 비중이 다르지만 50대 50, 혹은 60대 40으로 LSAT 점수를 매우 중시하는 것이 일반적이다. 그 이유는 다양한 전공과 다양한 수준의 대학교에서 받은 학부성적은 직접 비교하기 어렵고 LSAT 점수가 고도로 표준화되어 있어 비교를 쉽게 하기 때문이다. 통계적으로 LSAT 점수가 학점보다 로스쿨에서 받는 성적을 더 잘 예측한다는 연구결과도 있다. 또한 로스쿨이 전문대학원으로써 시험성적에 많은 비중을 두고 있다는 점에서 이해할 수 있다. 로스쿨 1학년 기말고사 성적이 미래 법률 커리어에 절대적이고 졸업 후 변호사시험 역시 매우 중요한 점을 생각하면 시험을 잘 치는 능력을 높이 평가할 수밖에 없다.
2009년 명문 법과대학원 LSAT 점수 분포
| 대학원                     | 25% | 75% | 평균  |
| -------------------------- | --- | --- | ----- |
| 예일 로스쿨                | 170 | 177 | 173.5 |
| 하버드 로스쿨              | 170 | 175 | 172.5 |
| 컬럼비아 로스쿨            | 169 | 174 | 171.5 |
| 뉴욕 대학교 로스쿨         | 169 | 173 | 171   |
| 시카고 대학교 로스쿨       | 169 | 173 | 171   |
| 스탠포드 로스쿨            | 167 | 172 | 169.5 |
| 버지니아 대학교 로스쿨     | 167 | 171 | 169   |
| 노스웨스턴 대학교 로스쿨   | 166 | 172 | 169   |
| 조지타운 대학교 법학센터   | 167 | 171 | 169   |
| 펜실베이니아 대학교 로스쿨 | 166 | 171 | 168.5 |
| 듀크 대학교 로스쿨         | 167 | 170 | 168.5 |
| 미시간 대학교 로스쿨       | 167 | 170 | 168.5 |
| 코넬 로스쿨                | 166 | 168 | 167   |
| UC 버클리 로스쿨           | 163 | 170 | 166.5 |

## 참조
1. ↑  LSAT 독해문제해설 보관됨 2007-07-01 - 웨이백 머신 - PowerScore
2. ↑  실험영역을 합해서 응시자는 약 130개의 문제를 풀게되고 그중 100문제 정도가 채점되게 된다.카플란 07년 6월 시험분석자료[깨진 링크(과거 내용 찾기)]
3. ↑  LSAT Score Percentile Conversion
4. ↑  “UC 버클리 취업센터 로스쿨 진학자정보”. 2007년 6월 25일에 원본 문서에서 보존된 문서. 2007년 6월 23일에 확인함.
5. ↑  2005년 예일대학교 취업센터 로스쿨 진학자 정보
6. ↑  “2003년 스탠퍼드대 로스쿨 진학자 정보” (PDF). 2007년 3월 7일에 원본 문서 (PDF)에서 보존된 문서. 2007년 6월 27일에 확인함.
7. ↑  LSAT Score Percentile Conversion
8. ↑  2009 Raw Data Law School Rankings Lowest, Highest LSAT Score